# Chutes Eyipantla
Les chutes Eyipantla sont des cascades du Mexique, dans l'État de Veracruz. Avec une quarantaine de mètres de largeur et une cinquantaine de mètres de hauteur, elles sont les cascades les plus importantes de la région et constituent une importante attraction touristique. Eyipantla est un terme nahuatl et signifie « trois courants d'eau ».
Les chutes apparaissent dans les films Medicine Man de 1992 et Apocalypto de 2006.